# Георг фон Альтен
Георг фон Альтен (нім. Georg von Alten; 30 листопада 1875, Альтона — 5 вересня 1950, замок Шеленбург, Біссендорф) — німецький офіцер, генерал-майор вермахту.

## Біографія
Представник знатного нижньосаксонського роду. 22 березня 1895 року вступив в Прусську армію, служив в кавалерії. Учасник Першої світової війни. Після демобілізації армії залишений в рейхсвері. 30 вересня 1929 року звільнений у відставку.
26 серпня 1939 року переданий в розпорядження вермахту. З вересня 1939 року — комендант табору для військовополонених Stalag XI.B в Бад-Фаллінгбостелі, з 16 травня 1940 року — табору в Норвегії. З червня 1940 року служив в штабі військової адміністрації у Франції. З 14 вересня 1940 року — комендант табору Oflag IX.D в Бад-Орбі, з 30 липня 1941 року — Stalag IX.B в Ротенбурзі-на-Фульді, з 1941 року — Oflag IX.A, з 1942 року — Stalag XVIII.B в Обердраубурзі. 30 липня 1942 року звільнений у відставку.

## Звання
- Фенріх запасу (22 березня 1895)
- Фенріх (18 жовтня 1895)
- Другий лейтенант (18 серпня 1896)
- Оберлейтенант (13 вересня 1906)
- Ротмістр (18 серпня 1911)
- Майор (22 березня 1981)
- Оберстлейтенант (1 листопада 1923)
- Оберст (1 листопада 1928)
- Генерал-майор до розпорядження (1 червня 1942)

## Нагороди
- Столітня медаль
- Орден Грифона, лицарський хрест
- Орден «За військові заслуги» (Баварія) 4-го класу
- Орден дому Ліппе, почесний хрест 3-го класу
- Залізний хрест 2-го і 1-го класу
- Орден «За військові заслуги» (Вюртемберг), лицарський хрест (5 жовтня 1915)
- Орден Фрідріха (Вюртемберг), лицарський хрест 1-го класу з мечами
- Орден Церінгенського лева, лицарський хрест 2-го класу з мечами і дубовим листям
- Хрест «За військові заслуги» (Мекленбург-Шверін) 2-го класу
- Хрест «За військові заслуги» (Брауншвейг) 2-го класу
- Нагрудний знак «За поранення» в чорному
- Хрест «За вислугу років» (Пруссія)
- Почесний хрест ветерана війни з мечами
- Хрест Воєнних заслуг 2-го класу з мечами